# Exocentrus vicinalis
Exocentrus vicinalis är en skalbaggsart som beskrevs av Holzschuh 1995. Exocentrus vicinalis ingår i släktet Exocentrus och familjen långhorningar. Inga underarter finns listade i Catalogue of Life.